# Matthews
Matthews je priimek več oseb:
- Francis Raymond Gage Matthews, britanski general
- Ralph Charles Matthews, britanski general
- Harold Lancelot Roy Matthews, britanski general